# Prosimetrum
Un prosimetrum (latin) ou prosimètre, est un type de texte mélangeant les rythmes en latin, puis alternant passages en prose et en vers. Il est considéré comme un « objet hybride », une « forme mixte ».
La satura latine est un des modèles de mélange formel qui a inspiré le prosimètre. Depuis le XIIe siècle, il a été formalisé par la tradition poétique et rhétorique. Il a ensuite été couramment exploité à la Renaissance et à l’âge classique. Les moyens et les fonctions de la prose et de la poésie sont associés. Le prosimètre permet de concilier les deux, sur le modèle notamment de Boèce ou de Capella. 

## Exemples célèbres
- Apocoloquintose de Sénèque
- Consolation Philosophie de Boèce
- Le Livre du Voir Dit de Guillaume de Machaut
- Vita nuova de Dante Alighieri
- Il convivio de Dante Alighieri
- De nuptiis Philologiae et Mercurii de Martianus Capella
- Cosmographia de Bernard Silvestre
- De planctu naturae de Alain de Lille
- Aucassin et Nicolette
- Le Livre du cœur d'amour espris de René d'Anjou
- Arcadia de Sannazaro
- La Sente étroite du Bout-du-Monde de Matsuo Bashō[4]
- Les aventures satiriques de Florinde, 1625
- L'Heure du Berger, Claude Le Petit, 1662
- Les Amours de Psyché, La Fontaine, 1669
- Ouï Dire de Michel Deguy, 1966